# المنصورة (السبرة)

تعديل مصدري - تعديل

المنصورة محلة تابعة لقرية السوائل، التابعة لعزلة الازهور بمديرية السبرة إحدى مديريات محافظة إب في الجمهورية اليمنية، بلغ تعداد سكانها 101 حسب تعداد اليمن لعام 2004.